# Ceratopsyche carina
Ceratopsyche carina är en nattsländeart som beskrevs av Gui och Yang 1999. Ceratopsyche carina ingår i släktet Ceratopsyche och familjen ryssjenattsländor. Inga underarter finns listade i Catalogue of Life.